# Ovida
Ovida (murió el 9 de diciembre de 480), fue un general de origen godo durante el periodo final del Imperio Romano de Occidente y el último gobernante romano de Dalmacia. 

## Carrera
Tras el golpe de Flavio Orestes contra el emperador romano occidental Julio Nepote el 28 de agosto de 475, Ovida permaneció leal al emperador y lo acompañó en su escape a Dalmacia. La situación en Dalmacia, en contraste con la situación del resto del Imperio, era bastante estable, para el alivio de la población civil y de la legión romana. Durante los tres años siguientes, Nepote gobernó en Dalmacia, mientras que Rómulo Augústulo fue depuesto como Emperador por el general Odoacro.

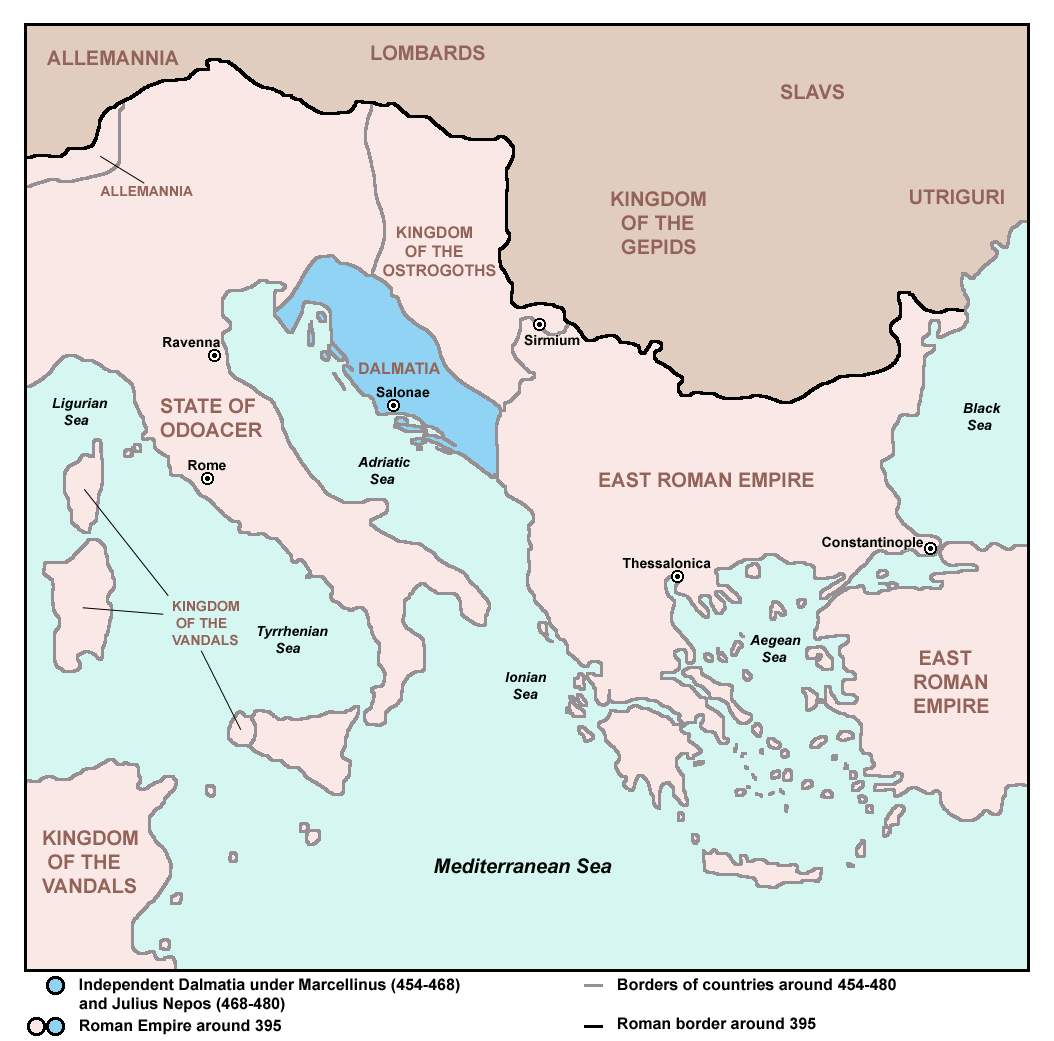
Dalmacia Independiente - Extensión del control de Marcellino (454-468) y de Julio Nepote (468-480).

Sin embargo, en 479 Nepote comenzó a planear una operación para reconquistar Italia de los bárbaros. Esta noticia no se sentó bien en las tropas dálmatas de Nepote, ya que en este punto, Dalmacia había sido goebrnada de manera independiente durante veinticinco años por su tío Marcellino. Por lo tanto, sus arcontes no tenían un gran deseo de poner en peligro la región en una futura provocación a Odoacro. Así, en la primavera de 480, Julio Nepote fue asesinado. Fuentes históricas nos han dejado con tres fechas diferentes para la muerte de Nepote y tres sospechosos diferentes por ello. Fue asesinado por soldados descontentos que trataban de prevenir su ataque, o por agentes de Glicerio, el anterior emperador del Imperio Romano de Occidente depuesto por Julio Nepote, o por Ovida quien había tomado el control de las legiones dálmatas.
Posteriormente, Odoacro aprovechó la situación para invadir Dalmacia. Esto sucedió debido a que Odoacro era formalmente un vasallo del Emperador Zenón del Imperio Romano de Oriente, que apoyaba al emperador Julio Nepote.
Ovida, como la única figura de autoridad que quedó en Dalmacia, se vio obligado a defender Dalmacia contra las fuerzas de Odoacro en una guerra corta que terminó con la muerte de Ovida el 9 de diciembre de 480. (His conss. Odovacar in Dalmatiis Odivam vincit et perimit : Chron. 1309, s.a.481). Dalmacia fue anexada para formar parte del Reino de Odoacro.